# The Presets
The Presets est un duo de musique électronique originaire de Sydney.

## Biographie
Le groupe est constitué de Julian Hamilton et Kim Moyes. Leur premier album Beams, sorti en septembre 2005, a reçu un accueil très positif de la critique. 
La même année Julian Hamilton et Kim Moyes ont aussi fait une tournée avec The Dissociatives, menée par Daniel Johns de Silverchair et le producteur australien de dance Paul Mac. Johns joue aussi de la guitare sur le single "Cookie" de The Presets. Hamilton et Moyes sont aussi membre du groupe instrumental Prop, groupe australien originaire de Sydney.
Kim a eu une carrière solo plutôt discrète au travers de représentations au Club 77 à Sydney avec le groupe local Bang Gang, dont l'album  Ministry Of Sound Mashed #2 contient des titres de The Presets et Kim. Il a aussi participé à la production du maxi The Valentinos d'un autre groupe local Lost Valentinos.
The Presets ont signé chez le label Modular Recordings, label de The Avalanches, Cut Copy et Wolfmother.

## Discographie

### Albums
- 2005 - Beams
- 2008 - Apocalypso
- 2012 - Pacifica
- 2018 - Hi Viz

### Compilations
- Re-Sets (2006), édition Limitée US disponible électroniquement

### Singles et Maxis
- Blow Up (2003)
- Girl and the Sea (2004)
- Are You The One? (2005)
- Down Down Down (2006)
- My People inclus les remixes de Kris Menace, D.I.M. et Mouse on Mars
- Do What You Want (2017)

### Remix
- Midnight Juggernauts - Devil Within (2005)
- Paulmac - It's Not Me, It's You (2005)
- Cagedbaby - Hello There (2006)
- Lenny Kravitz - Breathe (2006)
- Howling Bells - Low Happening (2007)
- Silverchair - Straight Lines (2007)

## Membres
- Julian Hamilton: Voix, Clavier
- Kim Moyes: Percussions, Clavier

## Interviews
- en: The Scenestar - March 2007

## Liens
- en:Site Web Officiel
- en:« The Presets on Modular People »(Archive.org • Wikiwix • Archive.is • Google • Que faire ?) (consulté le 4 septembre 2017) (Modular Recordings' website)
- en:« "Are You The One?" music video »(Archive.org • Wikiwix • Archive.is • Google • Que faire ?) (consulté le 4 septembre 2017), directed by Kris Moyes
- en:L.A. Weekly interview, Avril 2007
- en:My People Single Review